# جو جانيت
جو جانيت (بالإنجليزية: Joe Jeanette)‏ مواليد 26 أغسطس 1879 في نيو جيرسي - الوفاة 02 يوليو 1958، كان ملاكم أمريكي سابق صنّف ضمن فئة الوزن الثقيل.

## إحصائيات
خاض خلال مسيرته 165 نزالا، فاز في 113 وتعادل في 14 وخسر في 22. فاز بالضربة القاضية في 68 نزالا.

## روابط خارجية
- جو جانيت على موقع بوكس ريك (الإنجليزية) (registration required)